# Existencialismus

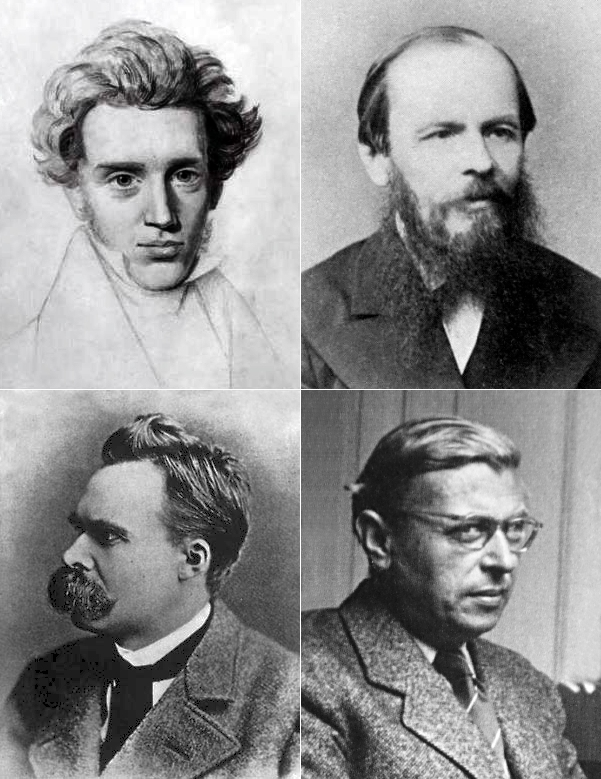
Ve směru hodinových ručiček zleva nahoře: Søren Kierkegaard, Dostojevskij, Jean-Paul Sartre, Friedrich Nietzsche.

Existencialismus (z lat. ex-sistere, vystupovat, vycházet, vznikat; chybně existencionalismus), v Německu často filosofie existence je široký proud filosofického myšlení a literární tvorby, který dělá „lidskou existenci“ výchozím bodem filozofování, vychází ze „subjektivity“ myslitele, z emocionální struktury jeho vědomí.

## Vznik, ideově teoretické základy a filozofická podstata existencialismu
Dějiny existencialismu jako zformovaného filozofického směru můžeme datovat od roku 1927, kdy v Německu vyšlo dílo Martina Heideggera Bytí a čas. Brzy nato se objevila Duchovní situace doby (Die geistige Situation der Zeit, 1931) a třísvazková Filosofie (Philosophie I-III, 1932) Karla Jasperse. V těchto dílech se utváří existencialistická koncepce osobnosti. Zejména Heideggerova kniha Bytí a čas, která brzy získala velkou popularitu nejen v Německu, ale i jiných evropských zemích, znamenala vznik nového směru, objasnění jeho specifického programu, a to i přesto, že již dlouho předtím, v roce 1916, francouzský filozof Gabriel Marcel ve stati Existence a objektivita a v roce 1919 Karl Jaspers v knize Psychologie světonázorů (Psychologie der Weltanschauungen) vytyčili řadu principů „existenciální filozofie“, tj. filozofie vycházející ze „subjektivity“ myslitele.

## Původ a charakter
Existencialismus vznikl po první světové válce v Německu a rozšířil se především díky svým francouzským představitelům (Jean-Paul Sartre, Albert Camus) ve čtyřicátých letech 20. století a po druhé světové válce. Jeho velmi rozmanité nositele spojuje zvláštní pozornost, věnovaná individuální a jedinečné lidské zkušenosti. Východiskem jejich myšlení a jednání je jednotlivá existence či pobyt (Dasein), který se vždy děje v určitém prostředí a chtě nechtě se musí rozhodovat a jednat, a to ještě dřív, než se může zařadit do nějakého směru či tradice a opřít o svoji příslušnost či podstatu. Jedná jako svobodný, ale za svá rozhodnutí také nese plnou odpovědnost. Proto trpí úzkostí, ztrátou smyslu, nepoctivostí nebo pocitem absurdity, které musí překonat odhodlaným přijetím své situace.
Existencialismus navázal na některé novověké myslitele (Blaise Pascal, Friedrich Schelling, Søren Kierkegaard, Friedrich Nietzsche aj.), na filosofii života (Wilhelm Dilthey, Henri Bergson), na fenomenologii (Martin Heidegger) a personalismus (Martin Buber, Gabriel Marcel). Vznikl v reakci na odlidšťující hegelovský racionalismus a zároveň na zkušenost vojáků obou světových válek i další anonymizační tlaky v masových a totalitních společnostech. Jeho vliv vrcholil po druhé světové válce díky filosofům a zároveň spisovatelům, jako byli Francouzi Jean-Paul Sartre, Albert Camus, Gabriel Marcel nebo Španělé Miguel de Unamuno a José Ortega y Gasset.
Charakteristickými pojmy jsou pro existencialisty nepochybně svoboda a její protějšek odpovědnost, důraz na opravdovost (autentičnost, odhodlanost), mezní situace (Karl Jaspers), úzkost, historičnost, vinu a smrt. Sartre kladl důraz na obrácení tradiční zásady, že věc (téma) je nejprve něčím (podstatou) a teprve pak může existovat. Pro člověka jako svobodně jednající a vědomou bytost naopak platí, že "existence předchází esenci", a tedy ani filosofické studium člověka nemůže začínat obecnými abstraktními pojmy, jako je právě člověk, které bytost popisují zvenčí, z pohledu druhých, nýbrž jeho svobodou a situací, odpovědností a smrtelností. Podle Simone de Beauvoir se ani ženou člověk nerodí, nýbrž stává.
Existencialismus je pojem tak široký, že mohl zahrnovat jak myslitele radikálně ateistické (Sartre, Camus), tak i křesťanské (Jaspers, Marcel) a židovské (Martin Buber), že s ním mohli rezonovat spisovatelé jako Franz Kafka, Rainer Maria Rilke, autoři absurdního divadla (Eugène Ionesco, Václav Havel) aj., kdežto jiní název odmítali.
| „ | Filosofie existence je z historického hlediska počátek takové filosofie, která zcela nepodmíněně klade člověka s jeho skutečnými úkoly a obtížemi do středu filosofování. Ze systematického hlediska je to trvalá součást takové filosofie, jež v napjatém vztahu k celku udržuje v chodu stálý neklid. Ale filosofie existence se nikdy nemůže stát celou filosofií. Není žádná čistá filosofie existence. Kde by se měla trvale udržovat jako celek, zvrhne se v postoj vzdorovitého zatvrzení, jež krouží beze světa v sobě samém. Skutečnost mimo člověka nedokáže pochopit v její vlastní podstatě a naplnit svůj úkol v ní. | “ |

## Dělení
Existencialismus se obvykle dělí podle země resp. podle jazyka (německý, francouzský apod.) a podle vztahu k náboženství.

### Existencialismus v Německu
Ideje zakladatelů existencialismu přejali v Německu četní filozofové, z nichž bychom mohli uvést O. Bollnowa (Filozofie existence, 1942; Nové bezpečí. Problém překonání existencialismu, 1955), F. Heinemanna (Nové cesty filozofie, 1929; Je filozofie existence živá nebo mrtvá?, 1954; Na druhé straně existencialismu, 1956), Hannah Arendtovou, W. Haise a Oskara Beckera.

### Francouzský existencialismus
Jana Novozámská považuje za jeden z charakteristických rysů francouzského existencialismu vnitřní zkušenost jako základní noetické vychodisko filozofování:
| „                                              | Francouzský existencialismus podstatně určuje tzv. existenciální metoda. Je to metoda, která jako svůj výchozí bod bere analýzu konkrétní a zažité zkušenosti. | “ |
| — Jana Novozámská: Existoval existencialismus? | |   |

Roger Garaudy v knize Perspektivy člověka připisuje iniciační úlohu při vzniku francouzského existencialismu ruským existencialistům Nikolaji Berďajevovi a Lvu Šestovovi:
Existencialismus se dostal do Francie zvláštním způsobem: ruskými emigranty sem byl dovezen existencialismus německý.
Roger Garaudy, Perspektivy člověka
V rozporu s tímto Garaudyho popisem geneze francouzského existencialismu je názor Jeana Wahla, který za prvního francouzského existencialistu a vůbec prvního existencialistu po Kierkegaardovi považoval Gabriela Marcela, který podle něj základní teze existencialismu formuloval již ve svém článku Existence a objektivita z roku 1914. Podíl na vytváření duchovní atmosféry, z níž se ve Francii zrodil existencialismus, přižnává Šestovovi a Berďajevovi ve svém Prvním sešitu o existencialismu také Václav Černý.

### Ruský existencialismus
Nikolaj Berďajev tvrdil, že ruská filozofie ve svých nejsvébytnějších projevech vždy inklinovala k existenciálnímu typu filozofování. O existence specifické ruské varianty existencialismu nepochybuje americký myslitel William Barrett, který Šestovův a Berďajevův existencialismus přitom označuje za „totální, extremní a apokaliptický“.

### Dělení podle vztahu k náboženství
Existencialismus se tradičně dělí na ateistický (Albert Camus, Jean-Paul Sartre, Martin Heidegger) a náboženský (Lev Šestov, Karl Jaspers, Gabriel Marcel, Martin Buber).
Existují dva druhy existencialistů. Jedni jsou křesťané, k nimž bych přiřadil Jasperse a Gabriela Marcela [...], a na druhé straně jsou ateističtí existencialisté, k nímž počítám Heideggera a pak francouzské existencialisty i sebe.
Jean-Paul Sartre, Existencialismus je humanismus
Marcelovou filozofii charakterizuje osobitá katolická verze náboženského existencialismu, jehož protestantskou verzí je takzvaná dialektická teologie (K. Barth, R. Bultmann) a židovskou verzí učení M. Bubera. Představiteli pravoslavného existencialismu byli např. N. Berďajev a L. Šestov.
ateistický, ateisty byli např. M. Heidegger, A. Camus a J.-P. Sartre.[zdroj?]

## Představitelé
Největšímí představiteli existencialismu jsou M. Heidegger, Karl Jaspers v Německu, Gabriel Marcel, J.-P. Sartre, A. Camus ve Francii, Nicola Abbagnano v Itálii, William Barrett v USA.
Spisovatelé:
- Simone de Beauvoir
- Samuel Beckett
- Albert Camus
- André Gide
- Jan Čep
- Eugène Ionesco
- Franz Kafka
- Raymond Queneau
- Jean-Paul Sartre

Filosofové:
- Heinrich Barth
- Simone de Beauvoir
- Nikolaj Berďajev
- Henri Bergson
- Albert Camus
- André Gide
- Karl Jaspers
- Hans Jonas
- José Ortega y Gasset
- Jean-Paul Sartre
- Lev Šestov
- Miguel de Unamuno

## Kritika
V roce 1950 byl existencialismus oficiálně odsouzen papežskou encyklikou Humani generis jako nesloučitelný se scholastickou dogmatikou.